# 桃園庁

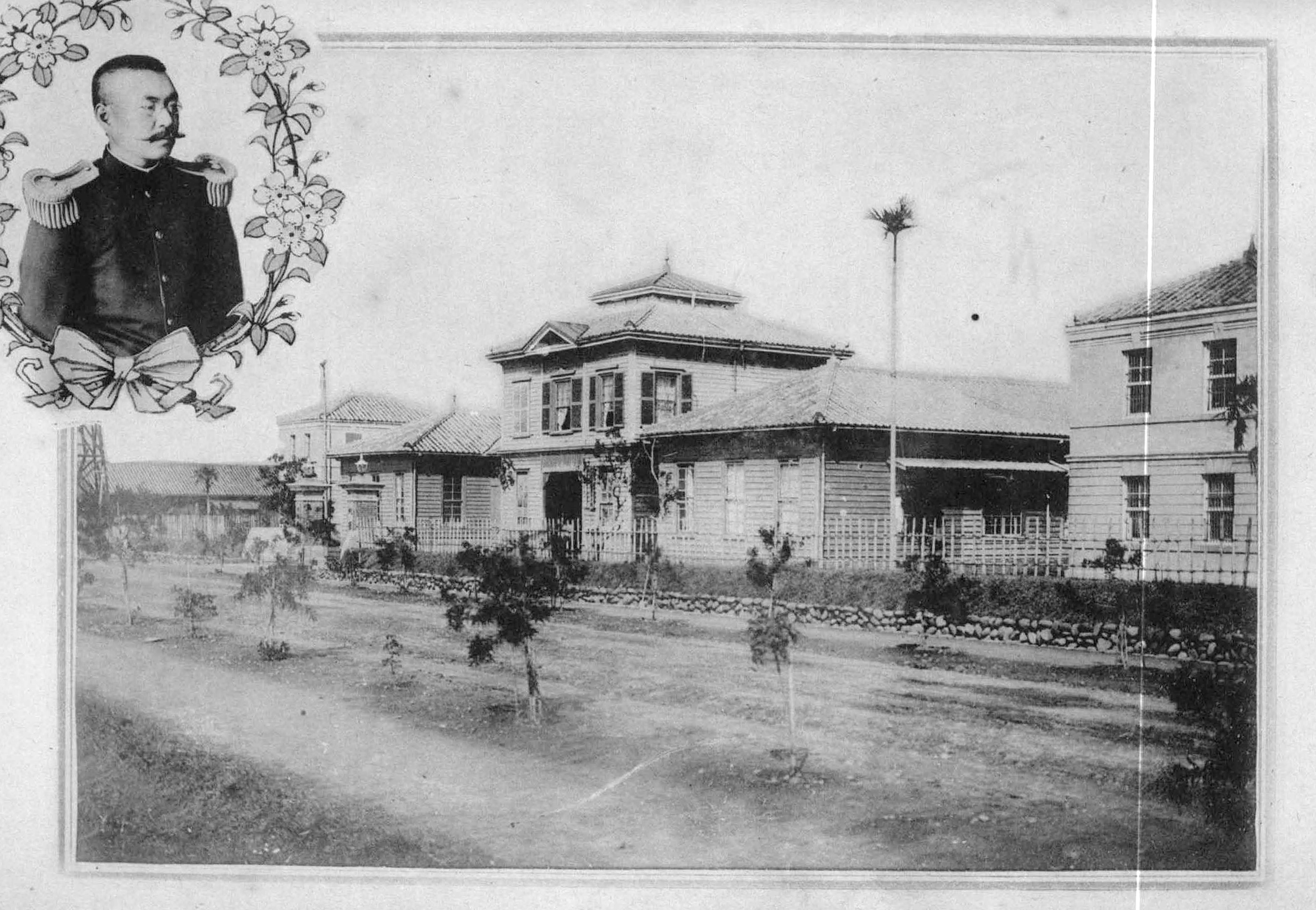
桃園庁庁舎

桃園庁（とうえんちょう）は、日本統治時代の台湾の地方行政区分のひとつ。

## 地理

1915年当時の行政区画

大嵙崁、三角湧、大坵園、楊梅壢、咸菜硼、中壢の6つの支庁および直轄区域から構成された。

## 歴史

### 沿革
- 1901年（明治34年）11月 - 廃県置庁により三県四庁から二十庁に改められた際に台北県三角湧、桃仔園、新埔各弁務署から桃仔園庁として新設される。大坵園、三角湧、大嵙崁、楊梅壢、咸菜硼、中壢の6つの支庁と33の区が置かれた。
- 1902年（明治35年）12月 - 219街庄、26区に再編される。
- 1903年（明治36年）4月 - 桃園庁に改称され、同年6月、区名が数字から地名に改められた。
- 1914年（大正3年）11月 - 高崗支庁を新設[1]。
- 1915年（大正4年）2月 - 大坵園支庁が廃止され、竹圍区および大坵園区は庁の直轄となる。石観音区が中壢支庁に編入される[2]。
- 1920年（大正9年）10月 - 五州二庁制度の施行に伴い咸菜硼支庁は新竹州新竹郡に、大嵙崁支庁は同州大渓郡に、三角湧支庁は台北州海山郡に、その他は新竹州桃園郡および中壢郡に編入される。

## 行政

### 歴代庁長
- 佐藤友熊
- 竹内巻太郎
- 津田毅一
- 西美波
- 武藤針五郎
- 永田綱明